# Iranian Journal of Allergy, Asthma and Immunology
Iranian Journal of Allergy, Asthma and Immunology is een internationaal, op open access gebaseerd en aan collegiale toetsing onderworpen wetenschappelijk tijdschrift op het gebied van de allergieën en immunologie.
De titel wordt in literatuurverwijzingen meestal afgekort tot Iran. J. Allergy. Asthma Immunol. Het vaktijdschrift wordt uitgegeven door de Tehran University of Medical Sciences namens de Iranian Society of Asthma and Allergy en verschijnt vier keer per jaar. Het eerste nummer verscheen in 2000.